# Don Creech
Pour les articles homonymes, voir Creech.
Don Creech, né le 30 octobre 1948, est un acteur américain.

## Filmographie

### Au cinéma
- 1994 : Léon (Québec : Le Professionnel) : le deuxième homme de Stansfield
- 1996 : Flirter avec les embrouilles (Flirting with Disaster) : policier
- 1997 : Henry Fool : Owen Feer
- 1998 : Karma Local : Balthazar
- 1998 : The Book of Life : un gangster mormon
- 1999 : The Curse : M. Grant
- 1999 : The Tavern : Shank
- 1999 : 8 millimètres : M. Anderson
- 2000 : Wirey Spindell : professeur mesquin
- 2003 : Ultrachrist! : Dieu le père
- 2005 : The Island (Québec : L'Île)
- 2005 : Good Night and Good Luck (Québec : Bonsoir, et bonne chance) : Colonel Jenkins
- 2011 : X-Men : Le Commencement : William Stryker Sr.
- 2012 : Rampart

### À la télévision
- 1994 : New York, police judiciaire (Law & Order) : Nikolai Rostov (saison 4, épisode 22)
- 1997 : New York, police judiciaire (Law & Order) : Carl Thurston (saison 7, épisode 15)
- 1999 : New York, police judiciaire (Law & Order) : Tom Smith (saison 9, épisode 22)
- 1999 : New York 911 (Third Watch) : Reilly, le présentateur de radio (Série télévisée - Saison 1, épisode 2)
- 1999 : New York, unité spéciale (Law & Order: Special Victims Unit) : Atkins (saison 1, épisode 8)
- 2001 : Ed (Série télévisée - Saison 1, épisode 13)
- 2001 : New York, section criminelle (Law & Order: Criminal Intent) : Colin Flynn (saison 1, épisode 10)
- 2002 : Les Experts : Miami (CSI: Miami) : Capitaine Bob Morton (Série télévisée - Saison 1, épisode 3)
- 2006 : Dernier Recours (In Justice) : Fred Lisco (Série télévisée - Saison 1, épisode 8)
- 2007 : Ned ou Comment survivre aux études (Ned's Declassified School Survival Guide) : M. Sweeney (Série télévisée)

### Jeux vidéo
- 2010 : Red Dead Redemption : Nigel West Dickens
- 2010 : Red Dead Redemption: Undead Nightmare : Nigel West Dickens
- 2011 : L.A. Noire : Rufus Dixon